# Paradiadelia rufotarsalis
Paradiadelia rufotarsalis là một loài bọ cánh cứng trong họ Cerambycidae.